# Грб Узбечке ССР
Грб Узбечке ССР је усвојен 14. фебруара 1937. године, од стране владе Узбечке ССР. Грб се састоји од стабљика памука и пшенице, симбола пољопривреде. У доњем делу грба налазе се глобус и излазеће сунце, симбол будућности узбечког народа, црвена звезда и срп и чекић, симболи победе комунизма.
Око памука и пшенице обавијена је црвена трака на којој је исписано гесло Совјетског Савеза „Пролетери свих земаља, уједините се!“, на руском (Пролетарии всех стран, соединяйтесь!) и узбечком језику (Бутун дунё пролетарлари, бирлашингиз!). На доњем делу траке исписана је скраћеница имена државе, УзССР.
До 1970-их, ранија верзија грба имала је срп и чекић сребрне боје.
Грб је био на снази до јула 1992. године, када је замењен данашњим грбом Узбекистана.